# Chiang Mai
 Chiang Mai sau Chiengmai, Xiang Mai (thai.เชียงใหม่) este un oraș cu 148.000 loc. din Thailanda de nord. Este capitala provinciei Chiang Mai și reprezintă totodată o fostă capitală a Regatului Lan Na (1296-1768), care a devenit Regatul Chiang Mai, un stat afluent al Thailandei între anii 1774-1899. Acesta se află la 700 km la nord de Bangkok și este situat între cei mai înalți munți din țară. Orașul se află pe râul Ping, un afluent major al râului Chao Phraya.

## Personalități născute aici
- Anucha Saengchart (cunoscut ca Lowcostcosplay, n. 1989), cosplayer, YouTuber.